# Jim Parrack
Jim Parrack (Allen, 8 febbraio 1981) è un attore statunitense, noto principalmente per il ruolo di Hoyt Fortenberry nella serie televisiva True Blood e per quello di Judd Ryder nella serie televisiva 9-1-1: Lone Star.

## Biografia

### Carriera
Nato e cresciuto in Texas, all'età di vent'anni si trasferisce a Los Angeles in cerca di fortuna. Studia recitazione alla Playhouse West  e nel corso degli anni diventa presidente di un centro chiamato 120 Productions, Inc. Nel 2006 arriva il suo debutto cinematografico nel militare Annapolis, diretto da Justin Lin. Nel 2011 ottiene una parte nel film World Invasion recitando al fianco di Aaron Eckhart.
Nel corso della sua carriera ha partecipato a diverse serie televisive come Alcatraz, Supernatural, NCIS - Unità anticrimine, Criminal Minds, Resurrection, E.R. - Medici in prima linea, Close to Home - Giustizia ad ogni costo, CSI: Scena del crimine e Detective Monk.
Dal 2008 interpreta il ruolo di Hoyt Fortenberry nella serie televisiva True Blood ricoprendo la parte fino al 2014; sempre nello stesso anno recita in Fury, un film di David Ayer.
Ottiene nel 2016 una parte nel film del DC Extended Universe Suicide Squad.

### Vita privata
Dal 2008 al 2014 è stato sposato con Ciera Danielle. Dal 2015 al 2017 è stato sposato con l'attrice Leven Rambin.

## Filmografia

### Cinema
- Annapolis, regia di Justin Lin (2006)
- Finishing the Game: The Search for a New Bruce Lee, regia di Justin Lin (2007)
- World Invasion (Battle: Los Angeles), regia di Jonathan Liebesman (2011)
- Simone, regia di Wolfgang Bodison – cortometraggio (2011)
- Sal, regia di James Franco (2011)
- Post, regia di Jim Parrack (2011)
- Courage to Create, regia di Nicholas Acosta (2012)
- The Audition, regia di Jesse Kove e Natasha Hall – cortometraggio (2012)
- Isolated, regia di Justin Le Pera – cortometraggio (2013)
- As I Lay Dying, regia di James Franco (2013)
- Up the Valley and Beyond, regia di Todd Rosken – cortometraggio (2013)
- Child of God, regia di James Franco (2013)
- A Night in Old Mexico, regia di Emilio Aragón (2013)
- Filandra, regia di Marlene Mc'Cohen – cortometraggio (2013)
- Daisy's, regia di Ciera Danielle (2013)
- The Sound and the Fury, regia di James Franco (2014)
- Fury, regia di David Ayer (2014)
- Riddance, regia di Nicholas Acosta – cortometraggio (2014)
- The Question, regia di JR Carter – cortometraggio (2015)
- Wild Horses, regia di Robert Duvall (2015)
- Le verità sospese (The Adderall Diaries), regia di Pamela Romanowsky (2015)
- Bastardi insensibili (The Heyday of the Insensitive Bastards), registi vari (2015)
- Suburban Memoir, regia di Zane Johnson e Mark Maris – cortometraggio (2015)
- Sleeping Dogs, regia di Adam Lowder e Eric Lommel – cortometraggio (2016)
- Red, regia di Tony Savant – cortometraggio (2016)
- Suicide Squad, regia di David Ayer (2016)
- Priceless , regia di Ben Smallbone (2016)
- Actors Anonymous, regia di Melanie Aitkenhead e Abi Damaris Corbin (2016)
- The Labyrinth, regia di John Berardo, Jessica Kaye, Katrelle N. Kindred, Quyen Nguyen Le, Victoria Rose, Kaushik Sampath, Camila Ohara Tanabe e Tarek Tohme (2017)
- Trouble, regia di Theresa Rebeck (2017)
- Lost Child , regia di Ramaa Mosley (2017)
- Fast & Furious 9 - The Fast Saga (F9: The Fast Saga), regia di Justin Lin (2021)

### Televisione
- Detective Monk  (Monk) – serie TV, episodio 4x11 (2006)
- E.R. - Medici in prima linea (ER) – serie TV, 1 episodio (2006)
- Standoff – serie TV, 1 episodio (2006)
- CSI: Scena del crimine (CSI: Crime Scene Investigation) – serie TV 1 episodio (2006)
- Grey's Anatomy – serie TV, episodio 3x07 (2006)
- Close to Home - Giustizia ad ogni costo (Close to Home) – serie TV, 1 episodio (2006)
- NCIS - Unità anticrimine (NCIS: Naval Criminal Investigation Service) – serie TV, episodio 4x14 (2007)
- Raines – serie TV, 1 episodio (2007)
- Criminal Minds – serie TV, 1 episodio (2007)
- True Blood – serie TV, 65 episodi (2008-2014) - Hoyt Fortenberry
- Supernatural – serie TV, 1 episodio (2009)
- Alcatraz – serie TV, 1 episodio (2011)
- Resurrection – serie TV, 4 episodi (2015)
- Dinosaur Bones, regia di Leven Rambin – cortometraggio (2015)
- The Deuce - La via del porno (The Deuce) – serie TV, 5 episodi (2018)
- Escape at Dannemora – miniserie TV, 1 puntata (2018)
- 9-1-1: Lone Star – serie TV (2020-2025)

## Doppiatori italiani
Nelle versioni in italiano delle opere in cui ha recitato, Jim Parrack è stato doppiato da:
- Riccardo Scarafoni in Detective Monk, True Blood, Resurrection, 9-1-1: Lone Star
- Edoardo Stoppacciaro in Cavalli selvaggi, Suicide Squad
- Gianfranco Miranda in CSI - Scena del crimine
- Gaetano Lizzio in Grey's Anatomy
- Paolo Vivio in Criminal Minds
- Fabrizio Vidale in Supernatural
- Davide Lepore in Annapolis
- Andrea Mete in World Invasion
- Andrea Lavagnino in Fury
- Fabrizio Dolce in Fast & Furious 9 - The Fast Saga
- Stefano Alessandroni in Tracker